# 上行娛樂
上行娛樂股份有限公司 （英語：Ascents Media Entertainment）是台灣一家演藝經紀公司，公司舊名彩虹天堂傳播股份有限公司，2015年10月7日正式更名「上行娛樂」，公司以「上行」為名，代表公司藝人的夢想能持續上行。由馬來西亞創作歌手陳威全擔任總經理。旗下品牌有「Talent Plus」、「福音戰士」、「好米小子」等，經營開創多元不同領域。

## 公司業務
- 音樂製作
- 藝人經紀
- 影音節目製作
- 培訓專業人才
- 新媒體整合行銷
- 數位音樂代理發行

## 合作過藝人
- 羅文裕
- 許書豪
- 黃美珍
- 羅小白
- 聖結石
- 原子邦妮
- 胡鬧一番
- 徐菲
- 車志立
- 布偶樂隊
- 容祖兒
- 彤彤
- GTM
- 劉妤安

## 旗下品牌
- 《Talent Plus》— 音樂創作營、培育&發掘音樂創作人
- 《福音戰士》— 基督教福音音樂創作發行
- 《阿米小子》— 兒童音樂創作發行

## 公司歷年大事記
- 2015年｜藝人羅文裕以母語創作專輯「驚喜時刻」獲第27屆金曲獎「最佳客語歌手獎」
- 2016年｜製作原子邦尼「孤單會消失離開不見」入圍第28屆金曲獎「最佳演唱組合」
- 2017年｜網路創作者聖結石首張EP專輯三首主打歌於Youtube創下6698萬總觀看次數。
- 2018年｜藝人許書豪以「How」專輯入圍第29屆金曲獎「最佳國語男歌手」。
- 2019年｜與韓國音樂製作公司「2%」簽下2萬首音樂代理發行。
- 2020年｜藝人羅小白、許書豪登上台灣電視製播除夕特別節目「超級巨星紅白藝能大賞」。

## 公司製作代表作品

### 藝人音樂
- 丁噹《我愛她》
- 楊丞琳《仰望》《我們都傻》
- 梁文音+孫耀威《幸福的忘記》
- 言承旭《我會很愛你》、《在KTV說愛你》
- 蔡依林《你快樂我內傷》
- 潘瑋柏《一個人》
- 何潤東《遺憾》、《叫醒愛》
- 王⼤⽂《印度⼩夜曲》
- 羅志祥《想逃》、《撐腰》
- 蕭亞軒《我陪你哭》、《留愛查看》
- ⿈美珍《無聲抗議》
- 許書豪《真心話冒險王》、《OUTDO.不安於適》
- 車志立《讓你走》《門不當戶不對》
- 週⾱彤《無限⼤的夢》
- 東於哲《第三個⼼願》、《我挺你》
- 聖結石《真的不想嘴》詞曲、編曲
- 聖結石《安儷》詞曲+製作
- 聖結石《根本就不會再見面》詞曲
- 張韶涵《親愛的那不是愛情》演唱會版
- 這群人(茵聲)《愛情日期》詞曲
- 蕭小M《夫妻臉》詞曲+製作
- 頑GAME《怎麼搞得》詞曲
- 英雄日常《地表最強的孩子王》編曲
- 頑game《大男人》、《究極男人趴》
- 口一口《TT 魯蛇版》
- 阿民&鳥屎《大麻煩》
- 展榮展瑞《夜市人生》
- 符瓊音《不荒》、《蝴蝶花，花蝴蝶》編曲製作
- 陳珂冰《不需要勇敢》、《免死金牌》編曲製作
- 劉畊宏《愛的聖誕》
- 鄒宗翰《不忍⼼讓你⾛》
- 蕭煌奇《你是我的眼》編曲
- 張韶涵純粹演唱會 編曲
- 張韶涵《夢裡花》
- 張惠妹烏托邦演唱會 編曲
- 蔡琴2018演唱會 編曲
- 多屆金馬、金鐘、金曲音樂總監助理/編曲
- 蕭敬騰《原諒我》
- 周興哲《以後別做朋友》
- EXO《POWER》
- AK《說你也愛我》

### 商業配樂
- 台日合作電影”12繆思”配樂
- 電影“東區小巷的大廟”全聲音製作（配樂編曲 音效成音）
- Ubike 微電影”騎你的Ubike”全聲音製作
- 日本文化局 會津若松 影片配樂
- 台中銀行 配樂
- 養樂多 微電影 my time 配樂
- 新北耶誕城 2016廣告配樂
- 遠雄人壽2015英雄篇 廣告歌曲音效混音
- 台北環狀捷運 形象影片配樂
- 華歌爾廣告 名畫篇 配樂
- 康寶雞湯塊 我的田園廚房 廣告歌曲
- 1111地圖找工作篇 全聲音製作
- Optoma P1 4k UHD 配樂
- 中國好歌曲-校園推介會  聲音處理 成音
- 東風-台北映時尚 節目音效配樂 成音
- 東風-明週時尚 節目音效配樂 成音
- 東風-時尚名人薈 節目音效配樂 成音
- 大愛兒童節目-飛天妙妙屋 節目音效配樂 成音
- 大愛 發現系列節目音效配樂 成音
- 群星《群星⼤合唱》
- 群星《同⼀個氣息》
- TVBS群星《愛無限》
- 新⾺港藝⼈《2020聖誕快樂》
- 陳威全《Love yourself》2020雅詩蘭黛集團「團結你我終結乳癌」活動主題曲
- ⿈美珍《帶著⾛》TVBS⼥⼒報到 –「正好愛上你」⽚尾曲∕「中祥⻝品」企業活動主題曲
- 陳威全《11點熱吵店》TVBS 11點熱吵店節⽬⽚頭曲

## 合作夥伴
- 「葡萄子媒體娛樂製作公司」旗下的新媒體娛樂公司「WebTVAsia」[2]

## 发行唱片列表
| 编号 | 唱片名称                 | 歌手      | 发行时间 |
| ---- | ------------------------ | --------- | -------- |
| 1    | 再見。單身               | 陳威全    | 2010     |
| 2    | 沒有說再見               | 孫耀威    | 2011     |
| 3    | 不搖滾小姐               | 符瓊音    | 2012     |
| 4    | 傾聽                     | 陳威全    | 2012     |
| 5    | 愛。其實                 | 孫耀威    | 2013     |
| 6    | I AM HANS                | 鄒宗翰    | 2013     |
| 7    | 全是愛                   | 陳威全    | 2014     |
| 8    | 大巴六九                 | 黃美珍    | 2014     |
| 9    | 驚喜時刻                 | 羅文裕    | 2015     |
| 10   | 同名EP                   | 魚乾      | 2015     |
| 11   | 羅小白2016首張同名EP     | 羅小白    | 2016     |
| 12   | 左耳                     | 黃美珍    | 2016     |
| 13   | 志同道合                 | 車志立    | 2016     |
| 14   | 我只是過得自由           | 徐菲      | 2016     |
| 15   | 無限視野                 | 前進樂團  | 2016     |
| 16   | 布偶                     | 布偶樂隊  | 2016     |
| 17   | 孤單會消失離開不見       | 原子邦妮  | 2016     |
| 18   | 首張EP ＋「SAINT」漁夫帽 | 聖結石    | 2017     |
| 19   | 首張EP+塗鴉貼紙          | 聖結石    | 2017     |
| 20   | HOW                      | 許書豪    | 2017     |
| 21   | 大男人                   | 頑GAME    | 2017     |
| 22   | 人生大爆炸               | 聖結石    | 2017     |
| 23   | 一路瘋癲                 | 蔡阿嘎    | 2017     |
| 24   | Burn                     | 蔡恩雨    | 2018     |
| 25   | 一人                     | 車志立    | 2018     |
| 26   | 高三症候群               | 小玉      | 2018     |
| 27   | 答案之書                 | 容祖儿    | 2018     |
| 28   | 社會大學                 | 羅文裕    | 2018     |
| 29   | 網路劇原聲帶             | 半熟少年  | 2018     |
| 30   | 再見了以後               | 胡鬧一番  | 2018     |
| 31   | NANANA                   | 胡鬧一番  | 2018     |
| 32   | 變成一隻魚               | 胡鬧一番  | 2018     |
| 33   | Happy Fun                | 妞妞      | 2018     |
| 34   | UMAI                     | 三原JAPAN | 2018     |
| 35   | 扶我起來                 | 三原JAPAN | 2018     |
| 36   | 喜歡他就去追             | 三原JAPAN | 2018     |
| 37   | 100種業配                | 嘻哈娘    | 2018     |
| 38   | 真心話冒險王             | 许书豪    | 2019     |
| 39   | Version unplugged        | 许书豪    | 2019     |
| 40   | 可以好好愛了嗎?          | 解婕翎    | 2019     |
| 41   | 同名專輯                 | Mom&Dad   | 2019     |
| 42   | 吃貨                     | 彤彤      | 2019     |
| 43   | 愛到星球毀滅             | 方志勇    | 2019     |
| 44   | 我不怕                   | 黃美珍    | 2021     |

## 外部連結
- 上行娛樂的Facebook專頁（繁體中文） 官方粉絲頁
- YouTube上的上行娛樂頻道
- 台灣公司資料